# کالیجرا ویتزینی
کالیجرا ویتزینی (ایتالیایی: [kaˈlɔ:dʒero vitˈtsi:ni]؛ ۲۴ ژوئیه ۱۸۷۷ – ۱۰ ژوئیه ۱۹۵۴)، همچنین معمولاً با نام «دون کالو» شناخته می‌شود، یک رئیس مافیای سیسیلی در ویلالبا در استان کالتانیستا، سیسیل بود. او پس از جنگ جهانی دوم تا زمان مرگش در سال ۱۹۵۴، یکی از بانفوذترین و افسانه‌ای‌ترین روسای مافیای سیسیل محسوب می‌شد. در رسانه‌ها، دون کالو اغلب به عنوان «رئیس رئیسان» به تصویر کشیده می‌شد - اگرچه چنین موقعیتی در ساختار سست کوزا نوسترا وجود ندارد.
ویتزینی نمونهٔ اولیهٔ «مرد افتخار» پدرسالارانهٔ مافیای روستایی بود که در دهه‌های ۱۹۶۰ و ۱۹۷۰ از بین رفت. در آن دوران، برخی مافیوزها را به عنوان میانجی‌های اجتماعی و حافظان نظم و صلح می‌شناختند. در مرحله اول فعالیتش، او از خشونت برای تثبیت موقعیت خود استفاده کرد. در مرحله دوم، استفاده از خشونت را محدود کرد، به درآمدهای عمدتاً قانونی روی آورد و قدرت خود را به شکلی آشکار و مشروع اعمال نمود.
ویتزینی شخصیت محوری در تاریخ حمایت مستقیم مافیا از نیروهای متفقین در جریان اشغال سیسیل در سال ۱۹۴۳ بود. پس از جنگ جهانی دوم، او تجسم احیای کوزا نوسترا در دوران اشغال متفقین و بازگشت دموکراسی پس از سرکوب دوران فاشیسم شد. در ابتدا از جنبش جدایی‌طلب حمایت کرد، اما پس از آشکار شدن غیرعملی بودن استقلال سیسیل، وفاداری خود را به حزب دموکرات مسیحی تغییر داد.
هنگامی که ویتزینی در سال ۱۹۵۴ درگذشت، هزاران روستایی با لباس سیاه حاضر شدند و مراسم تشییع او با حضور مافیوزهای رده بالا، سیاستمداران و کشیشان برگزار شد. بر سنگ مزار او نوشته شده بود: «"مافیای" او جنایتکار نبود، بلکه نماد احترام به قانون، دفاع از حقوق همگان و بزرگی منش بود. این عشق بود.» با این حال، صعود و تداوم قدرت او با اخاذی، خشونت و قتل گره خورده بود. هرچند او به عنوان رهبری افسانه‌ای در مافیا شناخته می‌شد، مورخان از دهه ۱۹۹۰ به بعد نشان دادند که این تصویر اغراق‌آمیز بوده است. او ابتدا از جنبش جدایی‌طلب سیسیل حمایت کرد، اما وقتی فهمید استقلال ممکن نیست، به حزب دموکرات مسیحی پیوست.

## کودکی
ویتزینی در ۲۴ ژوئیه ۱۸۷۷ در ویلالبا، روستایی در استان کالتانیستا متولد شد که در آن زمان جمعیتی حدود ۴۰۰۰ نفر داشت. این منطقه در مرکز سیسیل، معروف به «والونه»، منطقه‌ای فقیر بود که بیشتر مردم آن از کشاورزی معیشتی زندگی می‌کردند.
پدر او، بنیامینو ویتزینی، یک کشاورز بود که توانست با خانواده‌ای کمی مرفه‌تر که صاحب زمین بودند ازدواج کند. یکی از اعضای خانواده مادرش، جوزپه اسکارلاتا، به مقام بالایی در کلیسای کاتولیک دست یافت.
برادران کالیجرا ، جوانی و جوزپه (که نباید با اسقف نوتو به همین نام اشتباه گرفته شود)، هر دو کشیش شدند و در ویلالبا خدمت کردند. با این حال، کالیجرا ویتزینی دارای سوادنیمه‌ بود و تحصیلات ابتدایی خود را به پایان نرساند.

## اوایل فعالیت‌ها
ویتزینی ابتدا به عنوان واسطه بین کشاورزان و کارخانه‌های آردسازی فعالیت می‌کرد. این کارخانه‌ها که در مناطق ساحلی قرار داشتند و تحت کنترل مافیای محلی بودند، انحصار تبدیل گندم به آرد را در دست داشتند. برای روستاییان ویلالبا که کارخانه‌ها حدود ۸۰ کیلومتر از آنها فاصله داشتند، حمل گندم از جاده‌های ناامن پر از راهزن چالش بزرگی بود.
برای حل این مشکل، ویتزینی با فرانچسکو پائولو وارسالونا، راهزن معروفی که در کوه‌های کاماراتا پناه گرفته بود، وارد مذاکره شد. وارسالونا که به عنوان فردی با "حفظ آبرو" شناخته می‌شد، علاوه بر فعالیت‌های راهزنی، برای مالکان بزرگ زمین نیز نیروی امنیتی تأمین می‌کرد. ویتزینی همزمان با ادامه کار واسطه‌گری خود، به گروه وارسالونا نیز پیوست. در سال ۱۹۰۲ وقتی پلیس موفق شد گروه وارسالونا را دستگیر کند، ویتزینی نیز به اتهام مشارکت در گروه مجرمانه محاکمه شد، اما برخلاف اکثر اعضا تبرئه شد.
این اتفاق تأثیر منفی چندانی بر مسیر زندگی ویتزینی نداشت. تا سال ۱۹۰۸ او موقعیت خود را تثبیت کرده بود و توانست در معامله‌ای مهم بین دوک فرانچسکو توماس د باربرین (مالک اصلی زمین‌های بلیچی که در پاریس زندگی می‌کرد) و بانک محلی کاسا روآله نقش واسطه را بازی کند. نکته جالب اینکه رئیس این بانک، کشیش اسکارلاتا، عموی ویتزینی بود. در نتیجه این معامله، ویتزینی صاحب ۲۹۰ هکتار از بهترین زمین‌های منطقه شد و باقی املاک به بانک واگذار گردید تا به کشاورزان کاتولیک اجاره داده شود.
این موفقیت‌ها نه‌تنها پایه‌های اقتصادی محکمی برای ویتزینی ایجاد کرد، بلکه نفوذ اجتماعی و سیاسی او را در منطقه به شدت افزایش داد. به تدریج ویتزینی به چهره‌ای کلیدی در شبکه مافیای محلی تبدیل شد که هم با مقامات محلی ارتباط داشت و هم از حمایت بخشی از کشاورزان برخوردار بود.

## جنگ جهانی اول و پس از آن
تا سال ۱۹۱۴ و آغاز جنگ جهانی اول، ویتزینی به عنوان رهبر بلامنازع مافیا در ویلالبا تثبیت شده بود. جنگ فرصت‌های جدیدی برای ثروت‌اندوزی مافیوزها ایجاد کرد، زمانی که ارتش ایتالیا برای تأمین اسب و قاطر مورد نیاز سواره‌نظام و توپخانه، به سیسیل روی آورد. ویتزینی با کمیسیون ارتش به توافق رسید تا این مسئولیت را به عهده بگیرد. او از صاحبان حیواناتی که می‌خواستند از مصادره در امان بمانند، مالیات سرانه دریافت می‌کرد و همزمان به عنوان دلال حیوانات دزدی عمل می‌کرد که با قیمت ناچیز از دزدان خریداری و با قیمت بازار به ارتش فروخته می‌شد.
اما تعداد زیادی از حیوانات قبل از رسیدن به جبهه‌ها بر اثر بیماری یا کهولت سن تلف شدند و ارتش دستور تحقیق صادر کرد. در سال ۱۹۱۷، ویتزینی در دادگاه بدوی به ۲۰ سال زندان به اتهام کلاهبرداری، فساد و قتل محکوم شد، اما با حمایت دوستان پرنفوذش تبرئه شد. او در دوران جنگ جهانی اول از طریق بازار سیاه ثروت کلانی به دست آورد و فعالیت‌های خود را به معادن گوگرد گسترش داد. به عنوان نماینده اتحادیه صاحبان معادن گوگرد، ویتزینی در جلسات مهم دولتی در رم و لندن درباره یارانه‌ها و تعرفه‌های گمرکی شرکت می‌کرد و در کنار شخصیت‌هایی مانند گیدو دونگانی از صنایع شیمیایی مونتکاتینی و گیدو یونگ، وزیر دارایی دوران موسولینی قرار می‌گرفت.
در سال ۱۹۲۲، ویتزینی با رهبری کشاورزان ناراضی که زمین‌های اربابان غایب را تصرف می‌کردند، بر ثروت خود افزود. او سه ملک بزرگ در منطقه ویلالبا خریداری کرد و پس از تقسیم، آن‌ها را به تعاونی که تأسیس کرده بود واگذار نمود. گرچه برخی ادعا می‌کنند او از این کار سودی نبرد، اما گزارش‌ها حاکی است که ویتزینی بیش از ۱۲ هزار هکتار از بهترین زمین‌ها را برای خود نگه داشت.
به گفته هِنِر هِس، جامعه‌شناس آلمانی، ویتزینی در آن زمان به راحتی می‌توانست به عنوان نماینده مجلس انتخاب شود، اما ترجیح داد در پشت صحنه باقی بماند و به عنوان حامی خیرخواه، فقط بر رای‌دهندگان و مقامات منتخب نفوذ داشته باشد. او در جولای ۱۹۲۲ در ضیافتی در میلان با بنیتو موسولینی، آینده‌دار حکومت ایتالیا، شرکت کرد و از راهپیمایی معروف به "روم" در اکتبر همان سال حمایت مالی کرد.
با این حال، مقامات او را یک مجرم خطرناک می‌دانستند. گزارش پلیس در سال ۱۹۲۶ ویتزینی را "دزد خطرناک دام، رئیس مافیای استان با ارتباطات گسترده با دزدان دام و مافیوزهای سایر استان‌ها" توصیف کرد. با به قدرت رسیدن موسولینی و حکومت فاشیست، موقعیت ویتزینی دگرگون شد. موسولینی تحمل رقیبی قدرتمند در سیسیل را نداشت و چزاره موری را به عنوان فرماندار پالرمو منصوب کرد تا با اختیارات ویژه به سرکوب مافیا بپردازد. ویتزینی ادعا کرد توسط موری زندانی شده، اما مدرک تاریخی در این مورد وجود ندارد. او در ۸ ژانویه ۱۹۳۱ تبرئه شد، اما پلیس تصمیم گرفت او را به منطقه باسیلیکاتا تبعید کند. ویتزینی در سال ۱۹۳۷ به ویلالبا بازگشت و از آن پس کسی جرات تعرض به او را نداشت. اگرچه در تبعید بود، اما مرتباً در ویلالبا و کالتانیستتا دیده می‌شد و با پرهیز از مواضع آشکار فاشیستی، در آرامش زندگی کرد.

## ادعای حمایت از اشغال سیسیل توسط متفقین
در ژوئیه ۱۹۴۳، شایعاتی مطرح شد که کالوگرو ویتزینی به ارتش آمریکا در جریان عملیات هاسکی (اشغال سیسیل در جنگ جهانی دوم) کمک کرده است. این ادعاها ریشه در همکاری دفتر اطلاعات نیروی دریایی آمریکا (ONI) با مافیا برای حفاظت از تأسیسات بندری نیویورک از خرابکاری نیروهای محور داشت. این همکاری که تحت عنوان "عملیات زیرزمینی" شناخته می‌شد، شامل همکاری با لاکی لوچیانو و مایر لانسکی می‌شد. بعدها سازمان اطلاعات استراتژیک آمریکا (OSS) نیز از این ارتباطات در جریان تهاجم به سیسیل استفاده کرد.
بر اساس افسانه‌ای که در میان مردم رواج یافته، در روز اشغال سیسیل یک هواپیمای آمریکایی بر فراز ویلالبا پرواز کرد و یک شال زردرنگ با حرف سیاه L (نماد لوچیانو) را به پایین انداخت. دو روز بعد، سه تانک آمریکایی پس از طی ۵۰ کیلومتر در قلمرو دشمن وارد ویلالبا شدند. گفته می‌شود ویتزینی سوار تانک شد و به مدت شش روز در غرب سیسیل همراه نیروهای آمریکایی ژنرال پاتون حرکت کرد.
این روایت اولین بار در اکتبر ۱۹۵۸ توسط روزنامه‌نگار ویلالبایی میشله پانتالئونه در روزنامه L'Ora منتشر شد. اما نیک جنتیله، یکی دیگر از روسای مافیا، در سال ۱۹۶۳ این داستان را رد کرد. جنتیله که خود برای دولت نظامی متفقین کار می‌کرد، این روایت را "افسانه‌ای ساختگی" خواند و گفت: "فرماندهی متفقین خود سازمان‌های اطلاعاتی متعددی داشت و این افسانه که ناگهان گانگسترها و روسای مافیا به خدمت نیروی دریایی آمریکا یا دموکراسی درآمده‌اند، کاملاً بی‌اساس است."
تحقیقات جدید تاریخی نیز نشان می‌دهد که داستان شال لوسیانو افسانه‌ای بیش نبوده است. به گفته تیم نیوآرک، مورخ انگلیسی، احتمالاً واقعیت این بوده که ویتزینی صرفاً به عنوان نماینده مردم محلی با یک گشت نظامی آمریکایی ملاقات کرده است. لوئیجی لومیا، مورخ محلی، توصیف می‌کند که چگونه گروهی از مردم با ویتزینی در رأس آنها به سمت تانک‌های آمریکایی حرکت کردند و شعار می‌دادند: "زنده باد آمریکا"، "زنده باد مافیا"، "زنده باد دون کالو". ویتزینی برای بازجویی به یک پست فرماندهی خارج از ویلالبا برده شد و درباره یک درگیری مسلحانه اخیر سوال شد. وقتی ویتزینی توضیح داد که سربازان ایتالیایی فرار کرده‌اند و تیراندازی ناشی از انفجار مهمات بوده، افسر آمریکایی با فحاشی واکنش نشان داد. ویتزینی از این اتفاق شدیداً شرمسار شد و به مترجمش دستور داد این ماجرا را برای کسی تعریف نکند.

## دوران شهرداری ویلالبا
پس از اشغال سیسیل، مافیا بار دیگر اعتبار خود را بازیافت. دولت نظامی متفقین (AMGOT) که به دنبال چهره‌های ضد فاشیست برای جایگزینی مقامات سابق بود، کالوگرو ویتزینی را به عنوان شهردار ویلالبا و سرهنگ افتخاری ارتش آمریکا منصوب کرد. در آشفتگی پس از سقوط فاشیسم، ارتش آمریکا اغلب از مقامات ارشد کلیسا برای معرفی افراد قابل اعتماد مشورت می‌گرفت. ویتزینی یکی از این افراد بود که سابقه طولانی همکاری با صندوق‌های اجتماعی کاتولیک و ارتباطات خانوادگی با روحانیون داشت.
یک شاهد عینی در توصیف انتصاب ویتزینی می‌گوید: «وقتی دون کالو به عنوان شهردار منصوب شد، تقریباً تمام جمعیت شهر در میدان جمع شده بودند. یک ستوان آمریکایی با زبان ایتالیایی ضعیف گفت: "این ارباب شماست"». به روایت خود ویتزینی، در روز تحلیف او را بر دوش گرفتند و در شهر چرخاندند. او ادعا می‌کرد که به عنوان میانجیگر عمل کرده و تنها با مداخله او بود که شهردار فاشیست پیشین از خشم مردم در امان ماند.
میشله پانتالئونه، که خود شاهد احیای مافیا در زادگاهش ویلالبا بود، درباره تأثیرات منفی سیاست‌های متفقین نوشت: «در آستانه جنگ جهانی دوم، مافیا به چند گروه پراکنده و منزوی محدود شده بود و اگر مشکلات اجتماعی جزیره حل می‌شد، می‌توانست کاملاً ریشه‌کن شود... اما اشغال متفقین و بازگشت تدریجی دموکراسی، مافیا را با تمام قدرت بازگرداند و آن را بار دیگر به نیرویی سیاسی تبدیل کرد.»
مقامات آمریکایی ظاهراً به ویتزینی به چشم متحدی ضد فاشیست که نفوذ سیاسی قابل توجهی در جزیره داشت می‌نگریستند. ویتزینی نیز از ارتباطاتش با آمریکایی‌ها و حمایت آنان از جنبش جدایی‌طلبی سیسیل با افتخار یاد می‌کرد. او در بحران جدایی‌طلبی سیسیل نقش کلیدی ایفا کرد. سازمان اطلاعات استراتژیک (OSS) برای جمع‌آوری اطلاعات به مافیا و به ویژه ویتزینی متکی بود. در ارتباطات محرمانه، نام رمز او «قورباغه نر» بود. جوزف روسو، رئیس دفتر OSS در پالرمو، مدتی به صورت ماهانه با ویتزینی و دیگر روسای مافیا دیدار می‌کرد.

## سلطان بازار سیاه
با استفاده از ارتباطات گسترده‌اش، ویتزینی به «پادشاه» بازار سیاه پررونق پس از جنگ تبدیل شد و حتی دستور ترور رئیس پلیس کنجکاو ویلالبا را صادر کرد. دولت نظامی متفقین (AMGOT) به مافیوزهایی مانند ویتزینی که به دلیل سرکوب‌های دوران موسولینی ضد فاشیست تلقی می‌شدند، متکی بود. بسیاری از مافیوزهای دیگر مانند جوزپه جنکو روسو نیز به عنوان شهردار شهرهای زادگاه خود منصوب شدند.
هماهنگی این اقدامات بر عهده سرهنگ چارلز پولتی، معاون پیشین فرماندار نیویورک بود که لاکی لوچیانو او را «یکی از دوستان خوب ما» توصیف کرده بود. در دهه ۱۹۵۰، یک کشاور به فعال اجتماعی دانیلو دولچی درباره وضعیت ویلالبا پس از ورود آمریکایی‌ها گفت:  
> «مافیا انبارهای تعاونی کشاورزی و انبارهای ارتش را غارت کرد؛ مواد غذایی، لباس، ماشین و کامیون را در بازار سیاه پالرمو فروخت. در ویلالبا، تمام قدرت در دست آن‌ها بود: کلیسا، مافیا، بانک‌های کشاورزی، زمین‌های بزرگ، همه در دستان یک خانواده... مردم برای کوچکترین مسائل به او مراجعه می‌کردند و می‌پرسیدند: "می‌توانی این لطف را برایم بکنی؟"»
ویتزینی با گانگستر آمریکایی ویتو جنووزه (که در سال ۱۹۳۷ به اتهام قتل به ایتالیا گریخته بود) یکی از بزرگترین عملیات بازار سیاه جنوب ایتالیا را سازماندهی کرد. کاروان‌های کامیون حامل مواد غذایی اساسی به ناپلِ گرسنه فرستاده می‌شد و جنووزه که در ستاد فرماندهی متفقین در نولا کار می‌کرد، توزیع آن‌ها را مدیریت می‌نمود. این عملیات با کمک افسران فاسد ارتش آمریکا که سوخت و وسایل نقلیه را تأمین می‌کردند و مدارک عبور کالاها را از طریق ادارات AMGOT در ناپل و سیسیل تنظیم می‌کردند، ممکن شده بود.  
لوکا مونزلی، ستوان کارابینیری که مأمور تعقیب جنووزه در ایتالیا بود، گزارش داد:  
«کامیون‌های مواد غذایی از طرف ویتزینی به جنووزه ارسال می‌شدند — همه با مدارک معتبری که توسط مقامات فاسد و اعضای مافیا در خدمت ویتزینی و جنووزه امضا شده بود.»  
این شبکه گسترده، نمونه بارزی از همکاری سازمان‌یافته مافیا و مقامات فاسد در بحبوحه هرج و مرج پس از جنگ بود که هم به غنای مافیوزها افزود و هم بر رنج مردم عادی صحه گذاشت.

## حمایت از جدایی‌طلبان سیسیل

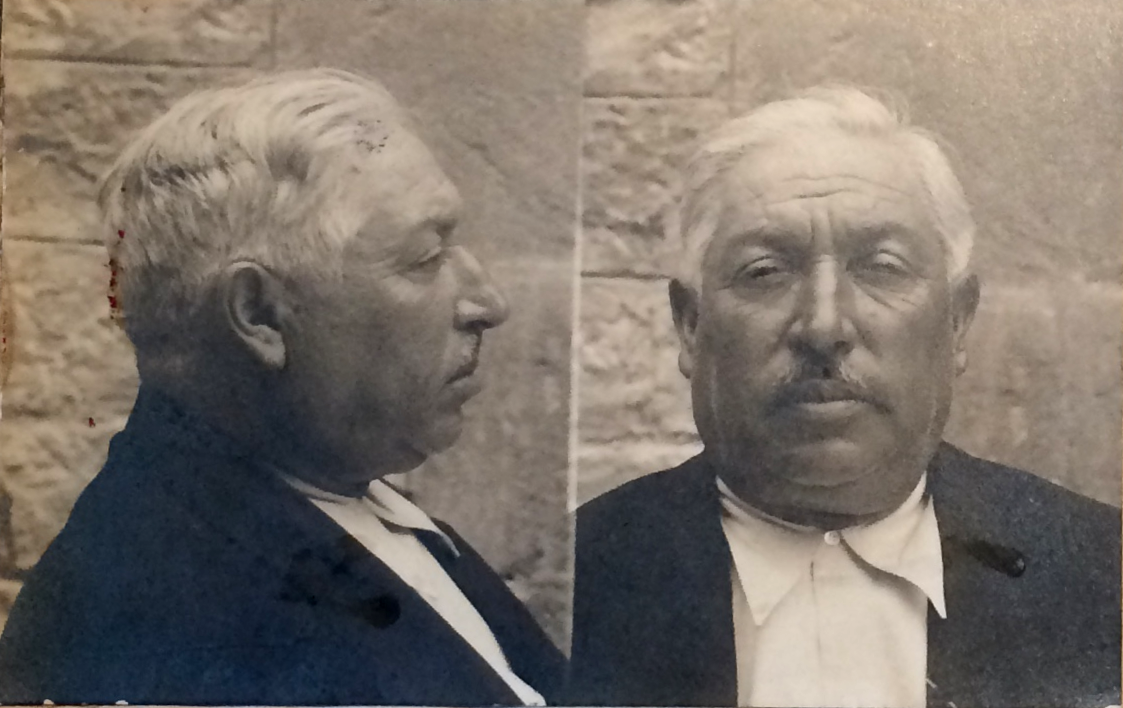
نورمن لوئیس در توصیف او می‌نویسد: «دون کالو همیشه با پیراهن آستین کوتاه و شلوار کار دیده می‌شد. پوشش ژولیده و گفتار موجز او از رفتارهای متظاهرانه معمول مافیایی‌ها بود. برای یک رهبر مافیا مناسب نبود که در مورد لباس یا هر چیز دیگری خودنمایی کند، و گاهی - مانند مورد دون کالو - این بی‌اعتنایی به ظاهر به حد افراط می‌رسید.»

ویتزینی در ابتدا از جنبش استقلال سیسیل حمایت می‌کرد. در دسامبر ۱۹۴۳، او در اولین نشست مخفی جنبش استقلال سیسیل در کاتانیا شرکت نمود. دیگر سران مافیا مانند جوزپه جنکو روسو و فرانچسکو پائولو بونتاده نیز آشکارا از این جنبش طرفداری می‌کردند.
این جنبش از حمایت پنهانی سازمان اطلاعات آمریکا برخوردار بود، چرا که متفقین نگران گسترش نفوذ چپ در ایتالیا بودند. موقعیت استراتژیک سیسیل در مدیترانه برای آمریکا حائز اهمیت بود، به ویژه با توجه به رشد روزافزون حزب کمونیست ایتالیا در آن زمان.
در نشست دسامبر ۱۹۴۳ در پالرمو، حضور ویتزینی نشانگر حمایت مافیا از جنبش استقلال بود. او دیدگاه‌های مشترکی با بارون لوچیو تاسکا، از رهبران جنبش، داشت و به عنوان نماینده استان کالتانیستتا در جلسه باقی ماند.
بعدها ویتزینی به جناح محافظه‌کارتر جنبش پیوست و نماینده فرونت دموکراتیک نظم سیسیلی شد. این گروه خواهان استقلال سیسیل تحت حمایت آمریکا بود. اگرچه آمریکا به صراحت هرگونه قصد الحاق سیسیل را رد می‌کرد، اما شایعاتی مبنی بر حمایت آمریکا از این جنبش وجود داشت.
مدارک محرمانه کنسول آمریکا در پالرمو نشان می‌دهد که ویتزینی از حمایت برخی مقامات ارتش ایتالیا نیز برخوردار بود. او با ژنرال جوزپه کاستلانو، مذاکره‌کننده آتش‌بس ۱۹۴۳، همکاری نزدیکی داشت. آنها با سیاستمدارانی مانند ویرجیلیو ناسی برای پیشبرد اهداف خودمختاری خواهانه ملاقات می‌کردند.
کاستلانو به تدریج به این باور رسید که مافیا نیروی سیاسی تعیین‌کننده‌ای در سیسیل است. او معتقد بود بازگشت به سیستم سنتی مافیا می‌تواند نظم را به سیسیل بازگرداند. این دیدگاه منجر به همکاری نزدیک او با ویتزینی و دیگر سران مافیا شد. ویتزینی که پیشتر حامی جدایی‌طلبی بود، اکنون از ایده خودمختاری منطقه‌ای تحت حمایت آمریکا طرفداری می‌کرد.

## گرایش به دموکرات‌مسیحی‌ها
با روشن شدن عدم امکان استقلال سیسیل و قطع حمایت پنهانی سازمان اطلاعات آمریکا از جنبش جدایی‌طلبی در سال ۱۹۴۵، اکثر مافیوزها به سرعت تغییر موضع دادند و به حزب دموکرات مسیحی پیوستند. برناردو ماتارلا، از رهبران این حزب، از ویتزینی دعوت کرد تا از جدایی‌طلبان فاصله گرفته و به دموکرات‌مسیحی‌ها بپیوندد. این پیوستن در مقاله‌ای در روزنامه کاتولیک «ایل پوپولو» در سال ۱۹۴۵ مورد استقبال قرار گرفت.
ویتزینی با پیشنهاد ملاقات با آلدزیو - که در اوت ۱۹۴۴ به عنوان کمیسر عالی منصوب شده بود - برای حل مشکل تأمین گندم جزیره، عملاً ادعای داشتن قدرت حل این معضل را مطرح کرد. اگرچه هیچ مدرکی دال بر وقوع چنین ملاقاتی وجود ندارد، اما آلدزیو از کالوژرو وولپه، همحزبی دموکرات‌مسیحی و دوست ویتزینی که خود از اعضای مافیا بود، برای حضور در جلسات محرمانه دعوت به عمل آورد. این دیدارها گام اولیه برای اتحاد دولت با مافیا تلقی می‌شد.
حمایت ویتزینی از دموکرات‌مسیحی‌ها علنی بود. در انتخابات سرنوشت‌ساز ۱۹۴۸ که آینده سیاسی ایتالیای پس از جنگ را تعیین می‌کرد، ویتزینی و جنکو روسو در کنار سیاستمداران ارشد این حزب بر سر یک میز نشستند. این انتخابات که در اوج جنگ سرد برگزار شد، به پیروزی چشمگیر دموکرات‌مسیحی‌ها انجامید که به مدت ۴۵ سال آینده - با فراز و نشیب‌های مختلف - زمامدار ایتالیا بودند. یکی از اهداف اصلی آنها دور نگه داشتن حزب کمونیست ایتالیا - بزرگترین حزب کمونیست در میان کشورهای عضو ناتو - از صحنه قدرت بود.

## حادثه ویلالبا
ویتزینی که یک ضدکمونیست سرسخت بود و با مبارزات دهقانان سیسیلی برای زمین مخالفت می‌کرد، در دوران پس از جنگ با تشکیل تعاونی‌های دهقانی در منطقه خود، تلاش کرد نفوذ احزاب چپ را خنثی کند و کنترل خود بر دهقانان و زمین‌ها را حفظ نماید. او درگیر اختلافی شدید بر سر اجاره ملک بزرگ میچیچه متعلق به خانواده ترابیا در پالرمو با یک تعاونی دهقانی به رهبری میشله پانتالئونه بود. پانتالئونه که حزب سوسیالیست ایتالیا را در ویلالبا تأسیس کرده بود، از نفوذ خود در مطبوعات چپ استفاده می‌کرد. در مقابل، دون کالو دستور تخریب محصولات زمین خانواده پانتالئونه را داد و حتی یک تلاش ناموفق برای ترور او صورت گرفت.
در ۱۶ سپتامبر ۱۹۴۴، جیرولامو لی کائوزی، رهبر کمونیست جبهه مردمی، و پانتالئونه برای سخنرانی در گردهمایی دهقانان بی‌زمین به ویلالبا رفتند. این اقدام به معنی به چالش کشیدن مستقیم دون کالو در قلمرو شخصی او بود. تنش‌ها زمانی آغاز شد که بنیامینو فارینا، شهردار دموکرات مسیحی و از بستگان ویتزینی، دستور پاک کردن نشانه‌های کمونیستی از دیوارها را صادر کرد.
گردهمایی در بعدازظهر آغاز شد. ویتزینی شرط گذاشته بود که در این جلسه درباره مشکلات زمین، مالکین بزرگ یا مافیا صحبتی نشود. سخنرانان اول از جمله پانتالئونه به این شرط پایبند ماندند، اما لی کائوزی صراحتاً به محکوم کردن استثمار مافیا پرداخت. وقتی او به فریب دهقانان توسط "یک اجاره‌دار قدرتمند" اشاره کرد - که به وضوح منظور ویتزینی بود - دون کالو فریاد زد: "این دروغ است!" و غوغایی به پا شد. این گردهمایی با تیراندازی به پایان رسید که منجر به زخمی شدن ۱۴ نفر از جمله لی کائوزی و پانتالئونه شد. شش ماه بعد، ویتزینی موفق به کسب اجاره ملک میچیچه شد.
در روایت ویتزینی که در روزنامه‌های جدایی‌طلب منتشر شد، ادعا شده بود که کمونیست‌ها آغازگر تیراندازی بوده‌اند. او مدعی شد به لی کائوزی اطمینان داده بود در صورتی که به مسائل محلی نپردازند، می‌توانند آزادانه گردهمایی داشته باشند. هرچند ویتزینی قطع کردن سخنرانی را تأیید کرد، اما شروع خشونت را رد نمود. پلیس به سرعت مداخله کرد و هشت نفر از جمله شهردار را دستگیر کرد، اما ویتزینی و چند تن دیگر از دستگیری گریختند. پرونده این حادثه تا سال ۱۹۵۸ ادامه یافت، اما به دلیل ناپدید شدن مدارک، ویتزینی هرگز محکوم نشد.
حادثه ویلالبا آغازی بود بر یک رشته طولانی از حملات مافیا به فعالان سیاسی، رهبران اتحادیه‌ها و دهقانان مخالف در سراسر سیسیل. در سال‌های بعد، بسیاری از رهبران چپگرا کشته یا مورد حمله قرار گرفتند که اوج آن در کشتار پورتلا دلا جینسترا در اول ماه مه رخ داد، جایی که ۱۱ نفر کشته و بیش از سی نفر زخمی شدند. اگرچه این کشتار به سالواتوره جولیانو، راهزن و رهبر جدایی‌طلب نسبت داده شد، اما مظنون اصلی مافیا بود که در بسیاری دیگر از حملات به سازمان‌ها و رهبران چپگرا دست داشت.

## ارتباط با گانگسترهای آمریکایی
در سال ۱۹۴۹، ویتزینی و لاکی لوچیانو، گانگستر معروف ایتالیایی-آمریکایی، یک کارخانه آب نبات در پالرمو تأسیس کردند که محصولات خود را به سراسر اروپا و آمریکا صادر می‌کرد. پلیس مشکوک بود که این کارخانه پوششی برای قاچاق هروئین است. این آزمایشگاه تا ۱۱ آوریل ۱۹۵۴ بدون مزاحمت فعالیت می‌کرد تا اینکه روزنامه آوانتی در رم مقاله‌ای با عکسی از کارخانه منتشر کرد با تیتر "منسوجات و شیرینی‌جات در مسیر مواد مخدر". همان شب کارخانه تعطیل شد و شیمی‌دانان آزمایشگاه کشور را ترک کردند.
در سال ۱۹۵۰، عکسی از لوچیانو در مقابل هتل سوله در مرکز پالرمو قدیم منتشر شد که در حال گفتگو با محافظان دون کالو بود. این هتل محل اقامت مکرر دون کالو بود. عکاس مورد ضرب و شتم قرار گرفت، اما پس از دریافت یک دوربین جدید گرانقیمت و پول نقد، هرگز این موضوع را به مقامات گزارش نداد. شبکه ارتباطی ویتزینی به آمریکا نیز گسترده بود و او با آنجلو آنالورو (معروف به آنجلو برونو)، رئیس آینده خانواده مافیایی فیلادلفیا که اهل ویلالبا بود، ارتباط داشت.
این روابط نشان‌دهنده همکاری نزدیک مافیاهای سیسیلی و آمریکایی در دهه‌های ۱۹۴۰ و ۱۹۵۰ بود. کارخانه آب نبات احتمالاً یکی از بسیاری از طرح‌های مشترک آنها برای قاچاق مواد مخدر بین اروپا و آمریکا بود. ارتباط ویتزینی با لوسیانو، که خود از بنیانگذاران مافیای آمریکا محسوب می‌شد، تأثیر قابل توجهی در گسترش شبکه بین‌المللی مافیا داشت. سکوت عکاس پس از دریافت رشوه نیز نمونه‌ای از روش‌های معمول مافیا برای خفه کردن اخبار ناخواسته بود.

## "رئیس روسا" در رسانه‌ها
اگرچه رسانه‌ها اغلب ویتزینی را با عنوان "رئیس روسا" معرفی می‌کردند، اما چنین جایگاهی در ساختار غیرمتمرکز کوزا نوسترا وجود نداشت. منابع بعدی از جمله اعترافات تومازو بوشتا (مافیوزو سابق) تأیید می‌کنند که عنوان "کاپو دی کاپی" یا "رئیس روسا" در کوزا نوسترا وجود خارجی نداشته است. جان دیکی، تاریخ‌نگار، این پرسش را مطرح می‌کند که آیا نفوذ ویتزینی در درون مافیا به اندازه شهرت بیرونی‌اش بوده است؟
در واقع، سایر روسای مافیا در موضوع حمایت از جنبش جدایی‌طلبی، ویتزینی را کنار گذاشتند، چرا که ارتباط او با رهبران تندرویی مانند آندره آ فینوکیارو آپریله و لوچیو تاسکا را عاملی تضعیف‌کننده می‌دانستند. آنتونیو کالدرونه، دیگر مامفیوزو، تأکید می‌کند که ویتزینی هرگز رئیس کل مافیای سیسیل نبوده و ظاهر شدن‌های مکرر او در رسانه‌ها از دید درون مافیا پسندیده نبوده است.
چهره عمومی و روش‌های مدیریتی
لوئیجی بارتزینی، روزنامه‌نگار ایتالیایی که ادعا می‌کرد ویتزینی را به خوبی می‌شناسد، توصیف زنده‌ای از زندگی روزمره او در ویلالبا ارائه می‌دهد: "از سایه‌های دیوارها و کوچه‌های تنگ، افرادی که از قبل منتظر بودند به نوبت پیش می‌آمدند - کشاورزان، زنان مسن با روسری سیاه، مافیوزهای جوان، مردان طبقه متوسط. همه به نوبت همراه او راه می‌رفتند و مشکلاتشان را شرح می‌دادند. او گوش می‌داد، سپس یکی از نوچه‌هایش را صدا می‌زد، چند دستور می‌داد و بعد نوبت به التماس‌کننده بعدی می‌رسید. بسیاری هنگام ترک، دست او را می‌بوسیدند."
با این حال، بارتزینی خاطرنشان می‌کند که این تصویر، قربانیان حکمرانی ویتزینی را شامل نمی‌شود - اجساد پر از گلوله در روستاها، بیوه‌های سوگوار و کودکان یتیمی که طی نیم قرن ایجاد شده بودند.
لوئیجی لومیا، تاریخ‌نگار محلی و شهردار سابق ویلالبا، توصیف فیزیکی جالبی از دون کالو ارائه می‌دهد: "او قدی کوتاه با پاهای لاغر و شکمی برآمده داشت. همیشه عینک دودی به چشم می‌زد و پشت این عینک، چشمانش نیمه‌باز بود، گویی در حال چرت زدن. دهانش همیشه باز بود با لب پایینی آویزان. برای کسانی که او را نمی‌شناختند، احمق به نظر می‌رسید."
نفوذ گسترده و روش‌های غیرمستقیم
قدرت ویتزینی به زادگاهش محدود نبود. ایندرو مونتانلی اشاره می‌کند که او به راحتی می‌توانست با رئیس‌جمهور منطقه‌ای، فرماندار، اسقف اعظم پالرمو و هر نماینده مجلس یا شهرداری در سیسیل تماس بگیرد. با این حال، لومیا تأکید می‌کند که ویتزینی هرگز مستقیماً دستور قتل نمی‌داد: "او همیشه سعی می‌کرد مسائل را 'تنظیم' کند و مردم را به عقلانی بودن - یعنی آنچه او تصمیم گرفته بود - راضی کند. اگر کسی همچنان سرسخت می‌ماند... با یک حرکت، یک اشاره، حل مشکل را به دوستانش واگذار می‌کرد. گاهی اوقات مداخله می‌کرد: 'اما چه کسی او را وادار به این کار کرد؟'، 'کی می‌داند چه سرنوشتی در انتظارش است'."

## مرگ
دون کالو ویتزینی در ۱۰ ژوئیه ۱۹۵۴ در سن ۷۶ سالگی در حالی که با آمبولانس از یک کلینیک در پالرمو به سمت ویلالبا منتقل می‌شد، درگذشت. هزاران دهقان سیاهپوش، سیاستمداران و روحانیون در مراسم تشییع او شرکت کردند، از جمله جوزپه جنکو روسو رئیس مافیا در موسوملی و فرانچسکو پائولو بونتاد از پالرمو (پدر استفانو بونتاد، رئیس آینده مافیا) که از حاملین تابوت بودند. حتی نیویورک تایمز نیز خبر درگذشت این رئیس مافیای محلی را منتشر کرد.
دفاتر دولتی ویلالبا و مقر حزب دموکرات مسیحی به مدت یک هفته به احترام او تعطیل شد. بر در کلیسا شعری در سوگ او نصب شده بود با این مضمون: "در برابر فروتنان، فروتن بود. در برابر بزرگان، بزرگ. او با گفتار و کردار ثابت کرد که مافیای او جنایتکار نبود. مافیای او احترام به قانون، دفاع از حقوق و بزرگی شخصیت بود: مافیای او عشق بود."
او حدود دو میلیارد لیره (معادل ۳۲۰ هزار دلار آمریکا در آن زمان) دارایی شامل معادن گوگرد، زمین‌های کشاورزی، خانه‌ها و سرمایه‌گذاری‌های مختلف بر جای گذاشت. بر اساس برخی منابع دیگر، او یک میلیارد لیره (حدود ۱۶۰ هزار دلار) برای برادرزاده‌هایش به ارث گذاشت که شامل معادن گوگرد در جسولونگو، املاک و یک عمارت در مرکز ویلالبا می‌شد.
دون کالو هرگز ازدواج نکرد. او در ۲۰ سالگی عاشق دختری محلی به نام کنچتینا شده بود، اما والدین دختر به آمریکا مهاجرت کردند و او را با خود بردند، در حالی که ویتزینی نمی‌خواست زادگاهش ویلالبا را ترک کند.

## میراث
اگرچه ویتزینی در طول عمر خود املاک وسیعی را تصاحب کرد، اما سالواتوره لوپو، مورخ مافیا، او را بیشتر به عنوان گورکن املاک فئودالی بزرگ می‌داند تا محافظ این سیستم. ویتزینی در عین حال اطمینان حاصل می‌کرد که دهقانان محلی (به ویژه آنهایی که در تعاونی‌های کاتولیک سازماندهی شده بودند) سهم خود از زمین را دریافت کنند، البته پس از اینکه سهم خود را تضمین می‌کرد. وقتی در نهایت در سال ۱۹۵۰ اصلاحات ارضی به اجرا درآمد، مافیوزهایی مانند ویتزینی در موقعیتی بودند تا نقش سنتی خود را به عنوان واسطه بین دهقانان، مالکان و دولت ایفا کنند. آنها توانستند از اشتیاق شدید دهقانان برای زمین سوءاستفاده کنند، امتیازاتی از مالکان بگیرند و در عین حال از میانجی‌گری خود در معاملات زمین سود کلانی به دست آورند.  
دون کالو ویتزینی نمونه‌ای آرمانی از "مرد شرافتمند" پدرسالار در دوران گذشته بود، دورانی روستایی و نیمه‌فئودالی که تا دهه ۱۹۶۰ در سیسیل وجود داشت. در این دوره، برخی مافیوزها را واسطه‌های اجتماعی و حافظان نظم و صلح می‌دانستند. ویتزینی در مرحله اول زندگی حرفه‌ای خود از خشونت برای تثبیت موقعیتش استفاده کرد، اما در مرحله دوم، به حداقل رساندن خشونت پرداخت، به منابع درآمد عمدتاً قانونی روی آورد و قدرت خود را به شیوه‌ای آشکار و مشروع اعمال می‌کرد.  
به گفته هنر هس، جامعه‌شناس آلمانی، ویتزینی نماینده مافیایی بود که قدرت را کنترل می‌کرد، نه اینکه اجازه دهد قدرت او را کنترل کند. برای او "حفظ ظاهر" اهمیت زیادی داشت: "آنها از احترامی که به آنها نشان داده می‌شد لذت می‌بردند، از قدرت لذت می‌بردند، اما نمی‌خواستند باعث بحث و جدل شوند. آنها به خوبی می‌دانستند که قدرت در پشت پرده فروتنی، ترسناک‌تر به نظر می‌رسد."  
روزنامه‌نگار ایتالیایی ایندرو مونتانلی نقل‌قولی معروف از دون کالو آورده است:  "عکسی از من؟ برای چه؟ من کسی نیستم. فقط یک شهروند عادی هستم... عجیب است... مردم فکر می‌کنند کم حرف می‌زنم از روی فروتنی. نه. کم حرف می‌زنم چون چیز زیادی نمی‌دانم. در یک روستا زندگی می‌کنم، به ندرت به پالرمو می‌روم، آدم‌های کمی را می‌شناسم..." 
ویتزینی یک بار به مونتانلی گفت: "وقتی من بمیرم، مافیا می‌میرد." اما با مرگ او، مافیای سنتی و روستایی به تدریج جای خود را به نسخه‌ای مدرن‌تر داد که بیشتر در قاچاق سیگار، مواد مخدر و پولشویی از طریق ساخت‌وساز و املاک فعالیت می‌کرد. اگرچه در زمان حیات و پس از مرگش، جایگاه ویتزینی به عنوان رئیس مقتدر مافیا به افسانه تبدیل شد، اما از دهه ۱۹۹۰ مورخان نگاه واقع‌بینانه‌تری به نقش و نفوذ او داشته‌اند.